# Премия Джеймса Типтри-младшего
Премия Джеймса Типтри-младшего (англ. James Tiptree Jr. Award) — ежегодная литературная премия, вручаемая за произведения жанров научная фантастика и фэнтези, которые расширяют и исследуют роли женщины для мужчины и мужчины для женщины (гендер). Премия была учреждена в феврале 1991 году писательницами Пат Мёрфи и Карен Джой Фаулер после обсуждения на Висконсинском конвенте в области научной фантастики (англ. Wiscon, от  Wisconsin Science Fiction Convention).
Мемориальная премия получила имя Джеймса Типтри-младшего — псевдонима американской писательницы Элис Шелдон (англ. Alice Bradley Sheldon), которая взяла себе мужское имя, стала лауреатом нескольких премий и доказала, что разница между мужчиной и женщиной-фантастом иллюзорна.
Награда вручается начиная с 1992 года в трёх категориях: роман, повесть и рассказ. Победитель, которого определяет жюри из пяти человек, получает чек 1000 $ и памятную вещь, в виде оригинальной художественной работы (скульптура или рисунок подчеркивающий основную идею произведения лауреата).
Произведения лауреатов премии и различные жанровые эссе публикуются в серии ежегодных сборников и антологий. Всего вышло четыре сборника: в 1999 году «Flying Cups and Saucers: Gender Explorations in Science Fiction and Fantasy» под редакцией Дебби Ноткин (англ. Debbie Notkin), и три «The James Tiptree Award Anthology» (2004, 2005 и 2007 годов), редакторами которых являются Пат Мёрфи, Карен Джой Фаулер, Дебби Ноткин и Джеффри Смит (англ. Jeffrey D. Smith).

## Лауреаты
Премии Джеймса Типтри-младшего были удостоены следующие произведения и авторы:
- 1991 — «A Woman of the Iron People» Элинор Арнасон (англ. Eleanor Arnason) и «White Queen» Гвинет Джонс;
- 1992 — «China Mountain Zhang» Морин Макхью;
- 1993 — «Ammonite» Николы Гриффит;
- 1994 — «Дело о Сеггри» (The Matter of Seggri) Урсулы Ле Гуин и «Larque on the Wing» Нэнси Спрингер;
- 1995 — «Waking The Moon» Элизабет Хэнд и «Воспоминания Элизабет Франкенштейн» (The Memoirs Of Elizabeth Frankenstein) Теодора Роззака;
- 1996 — «Законы гор» (Mountain Ways) Урсулы Ле Гуин и «Птица малая» (The Sparrow) Мэри Рассел (англ. Mary Doria Russell);
- 1997 — «Black Wine» Кандас Джейн Дорси (англ. Candas Jane Dorsey) и «Путешествия со Снежной Королевой» (Travels With The Snow Queen) Келли Линк;
- 1998 — «Congenital Agenesis of Gender Ideation» Рафаэля Картера (англ. Raphael Carter);
- 1999 — «The Conqueror’s Child» Сюзи Макки Чарнас;
- 2000 — «Wild Life» Молли Глосс (англ. Molly Gloss);
- 2001 — «The Kappa Child» Хироми Гото (англ. Hiromi Goto);
- 2002 — «Light» Джона Харрисона (англ. M. John Harrison) и «Stories for Men»" Джона Кэссела (англ. John Kessel);
- 2003 — «Set This House In Order: A Romance Of Souls» Мэтта Раффа (англ. Matt Ruff);
- 2004 — «Camouflage» Джо Холдеман и «Тролль» (Not Before Sundown) Йоханны Синисало (англ. Johanna Sinisalo);
- 2005 — «Air» Джефф Райман;
- 2006 — «Сказки сироты: В ночном саду» (The Orphan’s Tales: In the Night Garden) Кэтрин М. Валенте и «Half Life» Шелли Джексон (англ. Shelley Jackson);
- 2007 — «The Carhullan Army» Сары Холл (англ. Sarah Hall);
- 2008 — «Поступь хаоса» (The Knife of Never Letting Go) Патрика Несса (англ. Patrick Ness) и «Filter House» Низи Шол[5] (англ. Nisi Shawl);
- 2009 — «Cloud and Ashes: Three Winter’s Tales» Грир Гилман (англ. Greer Gilman) и «Ōoku: The Inner Chambers» Фуми Йошинага (англ. Fumi Yoshinaga).
- 2010 — «Снесла Баба Яга яичко» (Baba Yaga Laid an Egg) Дубравки Угрешич.
- 2011 — «Redwood and Wildfire» Андреа Хейрсон (англ. Andrea Hairston).
- 2012 — «The Drowning Girl» Кэтлин Р. Кирнан (англ. Caitlín R. Kiernan) и «Ancient, Ancient» Киини Ибура Салаам (англ. Kiini Ibura Salaam).
- 2013 — «Rupetta» Н. А. Салуэй (англ. N. A. Sulway).
- 2014 — «The Girl in the Road» Моники Бирн (англ. Monica Byrne) и «My Real Children» Джо Уолтон.
- 2015 — «The New Mother» Юджина Фишера (англ. Eugene Fischer) и «Lizard Radio» Пэта Шмаца (англ. Pat Schmatz).
- 2016 — «When the Moon Was Ours» Анны-Мари МакЛемор (англ. Anna-Marie McLemore).
- 2017 — «Who Runs the World?» Вирджинии Бергин (англ. Virginia Bergin).
- 2018 — «Soñarán en el jardín» («They Will Dream in the Garden») Габриэлы Дамиан Миравете (исп. Gabriela Damián Miravete).
- 2019 — «Freshwater» Акваеке Эмези (англ. Akwaeke Emezi).

Помимо этого, в 1996 году была присуждена ретроспективная премия за «Motherlines» и «Walk to the End of the World» Сюзи Макки Чарнас, «Левая рука Тьмы» (The Left Hand of Darkness) Урсулы Ле Гуин
и «Когда все изменилось» (When It Changed) и «The Female Man» Джоанны Расс (англ. Joanna Russ). В 1997 и 2007 годах были вручены специальные премии Анджеле Картер и Джулии Филлипс (англ. Julie Phillips). Филлипс получила награду за биографию «Джеймс Типтри-младший: Двойная жизнь Элис Шелдон» (James Tiptree, Jr.: The Double Life of Alice B. Sheldon).